# Citharinus eburneensis
Citharinus eburneensis är en fiskart som beskrevs av Jacques Daget 1962. Citharinus eburneensis ingår i släktet Citharinus och familjen Citharinidae. IUCN kategoriserar arten globalt som nära hotad. Inga underarter finns listade i Catalogue of Life.